# سخارت (هولندا)
سخارت (بالإنجليزية: Schraard)‏ هي قرية في سودفيست- فريسلان في مقاطعة فرايزلاند، هولندا. بلغ عدد سكانها حوالي 165 في يناير 2017. 

## التاريخ
قبل عام 2011 ، كانت القرية جزءًا من بلدية فنسراديل وهي بلدية سابقة في مقاطعة فرايزلاندفي شمال هولندا.